# 니시야마 슌타
니시야마 슌타(일본어: 西山 峻太, 1989년 7월 25일 ~ )는 일본의 축구 선수이다.

## 구단 경력
그는 2014년부터 2024년까지 J리그의 YSCC 요코하마에서 활동하였다.